# Ангерран III де Куси
Ангерран III де Куси, по прозванию Великий и Строитель (фр. Enguerrand III. de Coucy; 1182 — 1242) — французский барон, сеньор замка и владения Куси в Пикардии.

## Биография
Ангерран был старшим сыном барона Рауля I де Куси (ум. 1191) и его супруги, Алисы де Дрё (1156—1217), наследницы графства Дрё.
После смерти отца Ангерран III становится властителем крупнейшего баронства Франции. В 1223 году он начинает расширение родового замка Куси, превратив его в крупнейшую крепость средневековой Европы.
Ангерран III имел воинственный, храбрый характер. Вместе со своими братьями, сеньором Вервена Томасом и сеньором Пинона Робертом он принимал участие во всех походах и войнах, ведомых королями—Капетингами. Так, в 1205 году он воюет в Анжу, в 1214 году участвует в битве при Бувине. В 1216—1217 годах Ангерран участвует в действиях короля Франции Людовика VIII в Англии — за что был отлучён в 1216 году архиепископами Реймса, Санса и Руана от церкви. В 1219 году, однако, он был прощён епископами Лана и Найона.
В 1219 и в 1226 годах барон принимает участие в крестовых походах против альбигойцев.

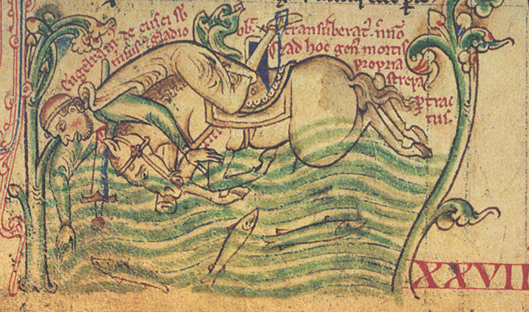
Смерть Ангеррана III де Куси из Большой хроники Матвея Парижского.

В 1229—1230 годах Ангерран III участвует в заговоре и выступлении баронов под предводительством своего двоюродного брата из дома Дрё, Пьера Моклерка, против регента Франции Бланки Кастильской. Предположительно, он сам имел претензии на трон, являясь по матери правнуком короля Людовика VI. Несмотря на неудачу этого выступления, Ангерран сохранил своё влияние и владения.
Ангерран III погиб в результате несчастного случая: переправляясь через ручей близ Вервена, он упал с коня и смертельно ранил себя собственным мечом. Кроме своей известности как воин, Ангерран прославился также строительством. Он перестроил несколько старых крепостей и заложил 6 новых замков.

## Семья
Ангерран III де Куси был трижды женат.
Его первой женой была Беатрикс де Виньори, вдова графа Рауля I де Руси.
Второй его супругой была Матильда (Маго) Саксонская (ум. до 1210), дочь герцога Генриха Льва и вдова графа Готфрида III де Ла-Перш.
В третий раз Ангерран женится на Марии де Монмирай, от которой у него было три дочери и два сына:
- Мария, в первом браке с 1239 года замужем за королём Шотландии Александром II; во втором браке с 1251 года за Жаном Акрским, сыном короля Иерусалимского Иоанна I
- Алиса, замужем за Арнольдом III, графом де Гин
- Жанна, замужем за Жаном де Мэйле
- Рауль II де Куси († 1250)
- Ангерран IV де Куси († 1311)